# Клеран (Болцано)
Клеран је насеље у Италији у округу Болцано, региону Трентино-Јужни Тирол.
Према процени из 2011. у насељу је живело 95 становника. Насеље се налази на надморској висини од 856 м.